# ムーンドギー
ムーンドギー(Moondoggie)は、フレデリック・コーナーの小説『Gidget, The Little Girl with Big Ideas』とその続編、これらに基づく映像化作品に登場する架空の人物である。ムーンドジーとも表記される。

## 人物
マリブの海岸で活動するサーファーの一人で、主人公のギジェットとは第一作『Gidget, The Little Girl with Big Ideas』において溺れそうになっているギジェットを助けたことがきっかけで知り合う。本作を含む小説版計8作品のうち5作品では準主役級の扱いで、最終作『Gidget Goes New York』ではギジェットと結婚する。テレビ映画『Gidget Gets Married』『Gidget's Summer Reunion』とシットコム『The New Gidget』は結婚後の二人を描いた内容である。
ムーンドギーの名は月夜のサーフィンを好んだことに由来する愛称で、小説版では本名はGeoffrey H. Griffin（ミドルネームのイニシャルは小説版第一作にのみ記載）である。映像化作品では本名はまちまちで、テレビ映画2本とシットコム『The New Gidget』は小説版と同名であるが、劇場映画3作品と1960年のシットコム『Gidget』ではJeffrey Matthews、テレビ映画『Gidget Gets Married』ではJeff Stevensとなっている。

## 演じた俳優
劇場映画『Gidget』『Gidget Goes Hawaiian』『Gidget Goes to Rome』ではムーンドギー役をジェイムズ・ダレンが演じており、劇場版3作で同じ俳優が演じている唯一の役となっている。このほかの映像作品でムーンドギーを演じた俳優は以下の通りである。
- スティーブン・マインズ（シットコム『Gidget』）
- ポール・ピーターセン（『Gidget Grows Up』）
- マイケル・バーンズ（『Gidget Gets Married』）
- ディーン・バトラー（『Gidget's Summer Reunion』『The New Gidget』）